# Alte Waldschänke

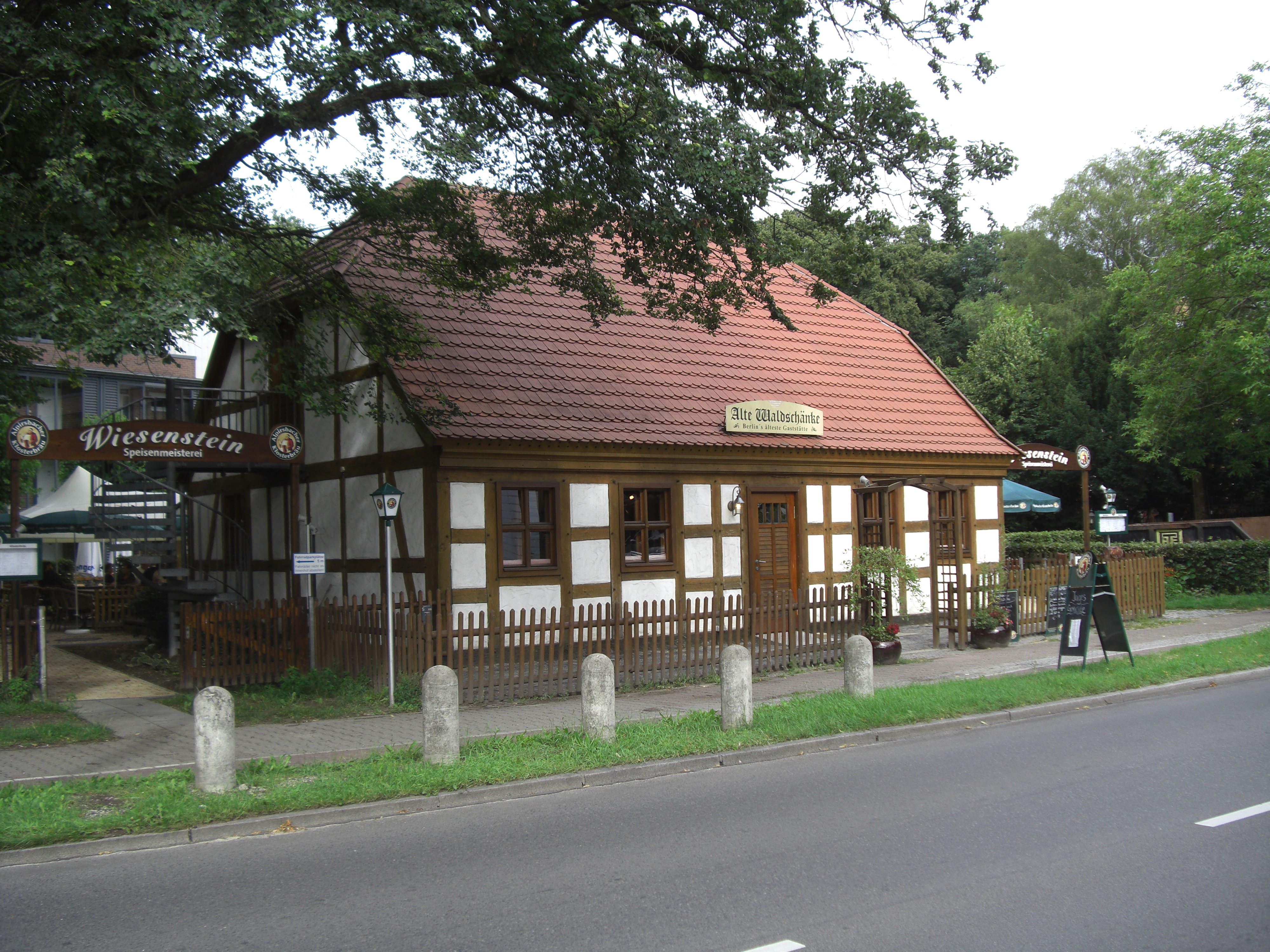
Alte Waldschänke, Juli 2012

Die Alte Waldschänke ist ein Wirtshaus im Berliner Ortsteil Tegel (Bezirk Reinickendorf). Das Wirtshaus ist die älteste Gaststätte Berlins und wird seit 2011 unter dem Namen Wiesenstein bewirtschaftet.

## Geschichte

### 1650–1900

Alte Waldschänke (um 1900)

Das Gebäude der Alten Waldschänke gehörte bereits 1650 zu einem Gebäudeensemble rund einen Kilometer nördlich des Ortskerns Tegel, das die bauliche Grenze zum angrenzenden Tegeler Forst bildete. Bis heute befindet sich das Gebäude am südlichen Ende der Ruppiner Chaussee (in Richtung Schulzendorf) bzw. am nördlichen Ende der Karolinenstraße (in Richtung Tegel). Das Bauensemble gehörte zum ehemaligen Siedlungsgebiet zum Gut „Schloss Tegel“. Das eigentliche Schloss Tegel befindet sich nur wenige hundert Meter von der Alten Waldschänke entfernt. Im 18. Jahrhundert war noch das Schloss Tegel Besitzer der Alten Waldschänke.

### 1900-Gegenwart
Das ursprünglich als Arbeiterwohnhaus genutzte Gebäude der Alten Waldschänke wurde im Zuge der Erweiterung des Schlossrestaurants in eine Gaststätte umgebaut und in der Folge in „Waldschänke“ umbenannt. Schlossrestaurant und die Alte Waldschänke hatten bis ins 20. Jahrhundert hinein denselben Pächter.
Das gastronomische Angebot der Alten Waldschänke richtete sich ursprünglich an einfache Leute und insbesondere an Händler und Handwerker, die ihre Waren – an der Alten Waldschänke vorbei – nach Berlin brachten. Im Volksmund hieß sie daher Anfang des 20. Jahrhunderts auch „Kutschkneipe“.
Nach dem Zweiten Weltkrieg, von dem die Alte Waldschänke verschont blieb, wurde das gastronomische Angebot an ein gehobeneres Publikum ausgerichtet; so entwickelte sich das Wirtshaus bis in die 1980er Jahre hinein zu einem exklusiven Ausflugslokal. 1964 wurde das Gebäude unter Denkmalschutz gestellt.
Ab 1986 konnte die Alte Waldschänke wegen erheblicher Baumängel nur eingeschränkt betrieben werden. 1990 fuhr ein alkoholisierter Jugendlicher ohne Führerschein gegen die Außenmauer an der Eingangstür, woraufhin die Baustatik als so unsicher angesehen wurde, dass die Gaststätte vorübergehend geschlossen werden musste.

## Nutzung
Das Gebäude wurde 1996 von einer Gesellschaft erworben, vollständig saniert und um eine Appartementanlage erweitert. Bis 2009 bot der „Gasthof Waldschänke“ rund 120 Gästen Platz und verfügte über einen als Biergarten bezeichneten Außenbereich für weitere rund 250 Gäste. Er wurde ab Januar 2009 aufgrund eines Insolvenzverfahrens geschlossen. Im Herbst 2011 wurde die Gaststätte unter dem Namen „Wiesenstein“ wiedereröffnet.